# Vellum

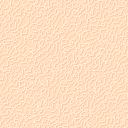
Vellum

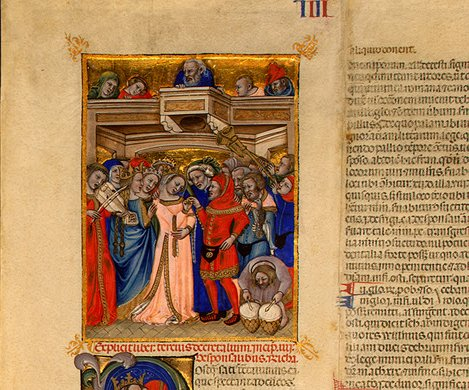
Miniatur auf Vellum, um 1350

Vellum (französisch vélin; von lateinisch vitulus, Kalb) ist eine feine Pergamentart (lateinisch levior membrana), die aus Haut von Kälbern und Kälberföten gewonnen wird. Vellum ist teurer und lichtbeständiger als andere Pergamentarten und wurde für hochwertige Manuskripte sowie in der Malerei verwendet.
Im 14. Jahrhundert wurde ein besonders hochwertiges pergamenum abortivum vermutlich aus totgeborenen Kälbern hergestellt.
Einige der hochmittelalterlichen Stundenbücher wurden auf Vellum geschrieben und gemalt.